# 新場李氏民居
新場李氏民居位於四川省成都市大邑縣，文物遺址年代判定為清。2012年7月16日公佈為第八批四川省文物保護單位。

## 簡介[2]
新場李氏民居住於四川省成都市大邑縣新場鎮文昌社區上正街2-8號。建於清代末期，建築坐南朝北，為兩進兩天井的四合院佈局，磚木混合結構，由門廳、一進東西廂房、過廳、二進東西廂房、正房等七部分組成，占地面積400平方公尺。建築皆為硬山屋頂，上蓋小青瓦，穿斗式梁架結構，牆體為灰磚牆，圓形柱礎。整個建築中還大量使用吊花、駝峰、簷口角花等建築構件，構件上多雕刻有紋飾圖案，磚砌大門上灰塑圖案較為精美。2008年，新場李氏民居被成都市大邑縣人民政府公佈為縣級文物保護單位。